# Springfield (Virginia)
Springfield es un lugar designado por el censo (en inglés, census-designated place, CDP) situado en el condado de Fairfax, Virginia, Estados Unidos. Según el censo de 2020, tiene una población de 31 339 habitantes.
Es parte del área metropolitana de Washington D. C.. 

## Demografía
Según el censo del 2000, Springfield tenía 30.417 habitantes, 10.495 viviendas, y 7.472 familias. La densidad de población era de 1.203,3 habitantes por km².
De las 10.495 viviendas en un 32,9%  vivían niños de menos de 18 años, en un 58%  vivían parejas casadas, en un 8,9% mujeres solteras, y en un 28,8% no eran unidades familiares. En el 22,1% de las viviendas  vivían personas solas el 7,7% de las cuales correspondía a personas de 65 años o más que vivían solas. El número medio de personas viviendo en cada vivienda era de 2,88 y el número medio de personas que vivían en cada familia era de 3,37.
Por edades la población se repartía de la siguiente manera: un 23,5% tenía menos de 18 años, un 8% entre 18 y 24, un 34,2% entre 25 y 44, un 23,2% de 45 a 60 y un 11,2% 65 años o más.
La edad media era de 36 años.  Por cada 100 mujeres de 18 o más años  había 96,5 hombres.
La renta media por vivienda era de 69.640$ y la renta media por familia de 73.903$. Los hombres tenían una renta media de 45.679$ mientras que las mujeres 36.075$. La renta per cápita de la población era de 27.807$. En torno al 3,7% de las familias y el 5,1% de la población estaban por debajo del umbral de pobreza.

## Localidades adyacentes
El siguiente diagrama muestra a las localidades más próximas a Springfield.